# Lucas Barrarijo
Lucas Barrarijo Joaquim – mozambicki piłkarz grający na pozycji pomocnika. W swojej karierze grał w reprezentacji Mozambiku.

## Kariera reprezentacyjna
W 1986 roku Barrarijo został powołany do reprezentacji Mozambiku na Puchar Narodów Afryki 1986. Na tym turnieju rozegrał jeden mecz grupowy, z Wybrzeżem Kości Słoniowej (0:3).